# Parenterale Ernährung

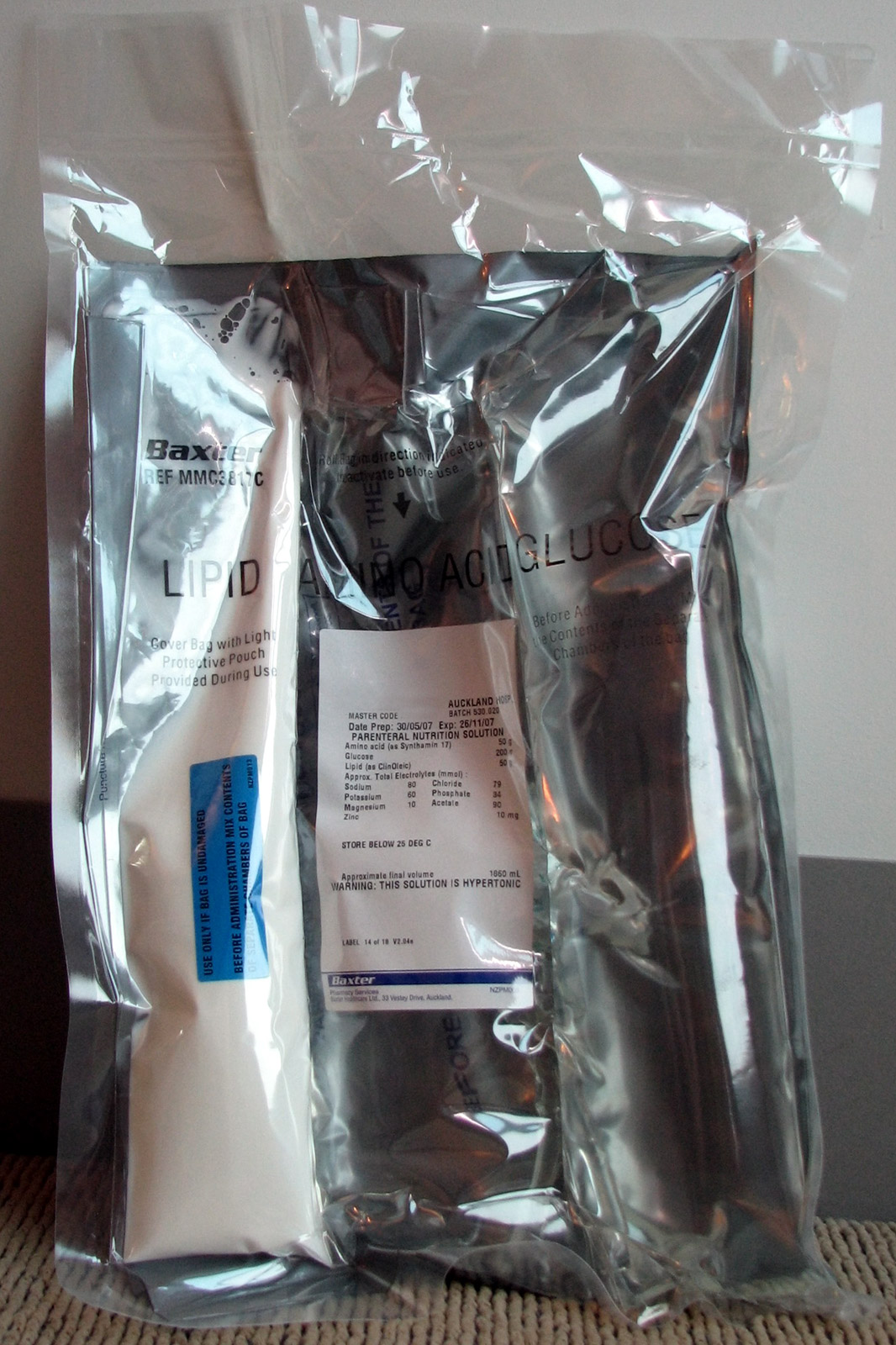
Dreikammerbeutel für die parenterale Ernährung. Lipide, Aminosäuren und Glucose sind für die Lagerung in drei Kammern getrennt und werden vor der Verabreichung durchmischt.

Parenterale Ernährung (PE) versorgt einen Patienten mit Flüssigkeit und einzelnen Nährstoffen über das Blutgefäßsystem durch Infusionen. Bei dieser Form der künstlichen Ernährung wird der Verdauungstrakt weitgehend umgangen (griechisch παρά, para = neben; ἔντερον, enteron = Inneres, Gedärm); es können dabei aber weiterhin Nahrung oder Flüssigkeit auf natürlichem Weg über den Mund (oral) oder enteral zugeführt werden. Bei der Totalen Parenteralen Ernährung (TPE) werden sämtliche Nährstoffe intravenös verabreicht, dagegen ergänzt eine supplementierende parenterale Ernährung (SPE) eine unzureichende orale oder enterale Ernährung.

## Indikationen
Wenn immer möglich, sollte bevorzugt auf natürlichem Weg über den Mund (oral) beziehungsweise per Sonde (enteral über eine Magensonde beziehungsweise Perkutane endoskopische Gastro- oder Jejunostomie) ernährt werden, da diese Ernährungsformen die physiologische Flüssigkeits- und Nährstoffaufnahme im Darm weitgehend erhalten. Außerdem gehen mit der parenteralen Ernährung mehr Risiken einher. Deshalb wird diese Ernährungsform „auf der Basis eines nach ärztlicher und pflegerischer Einschätzung realistischen und durch den Patienten maßgeblich bestimmten Behandlungszieles“ eingesetzt.
Parenterale Ernährung kommt daher vor allem bei Patienten in Frage, die über einen längeren Zeitraum (drei Tage und mehr) keine oder nicht ausreichend Nahrung und Flüssigkeit oral oder enteral aufnehmen können. Eine unzureichende Zufuhr an Flüssigkeit und Nährstoffen führt besonders bei Säuglingen und alten Menschen schnell zu Mangelerscheinungen, aber auch Patienten mit Verletzungen oder Tumoren im Kopf-Hals-Bereich bereitet das Kauen und Schlucken große Beschwerden, so dass Nahrung nur unzureichend aufgenommen werden kann. Nach einem Schlaganfall und bei anderen neurologischen Erkrankungen kann es ebenfalls zu Schluckstörungen kommen. Betroffen sind außerdem Patienten, die an Krankheiten des Verdauungstraktes leiden, wie beispielsweise akute Pankreatitis, Darmverschluss oder Speiseröhrenkrebs. Wenn im Rahmen einer Operation neue Verbindungen im Magen-Darm-Trakt (Anastomosen) angelegt worden sind, wird der Patient in den ersten Tagen danach zur Entlastung der neu geschaffenen Verbindung parenteral ernährt. Ein weiterer Grund für eine parenterale Ernährung sind Resorptions- oder Verdauungsstörungen im Dünndarm (wie beispielsweise akute Entzündungsphasen bei Morbus Crohn oder Colitis ulcerosa), das Kurzdarmsyndrom oder ein Ileostoma, Passagestörungen (Beispiel Peritonealkarzinose oder stenosierende Tumoren im Magen oder Darm) oder hohe Verluste an Flüssigkeit und Elektrolyten durch Diarrhoe (beispielsweise bei einer Syndromalen Diarrhoe), unstillbares Erbrechen oder schwere Verbrennungen. Eine ausgeprägte Appetitlosigkeit oder Übelkeit, zum Beispiel während einer Chemotherapie, kann ebenfalls eine Indikation sein. Bei Essstörungen wie der Magersucht besteht nur ausnahmsweise die Indikation zur parenteralen Ernährung.
Es besteht die Möglichkeit, zusätzlich zur oralen oder enteralen Ernährung parenteral zu ernähren, um einer Mangelernährung vorzubeugen.

## Durchführung
Die parenterale Ernährung erfolgt in der Regel über Infusionslösungen, die intravenös verabreicht werden. Da einige der Nährstofflösungen hochkonzentriert sind, müssen sie meist über einen zentralvenösen oder einen Portkatheter in eine der großen Venen des Körpers infundiert werden. Eine periphere parenterale Ernährung (z. B. über eine Unterarmvene) ist möglich, wenn die Infusionslösungen ausdrücklich dafür geeignet sind. Die periphere parenterale Ernährung sollte nicht länger als zwei Wochen verabreicht werden. Weit periphere Venen (beispielsweise auf dem Handrücken) sind wegen ihrer dünneren Gefäßwände nur wenige Tage für die Infusion gering konzentrierter Flüssigkeit geeignet, wie beispielsweise isotone Kochsalz- oder Ringerlösung. Werden hochkonzentrierte Lösungen über eine periphere Vene gegeben, kann sie sich nach kurzer Zeit entzünden. Die Infusionslösung gelangt dadurch ins umliegende Gewebe, was zu erheblichen Schäden und brennenden Schmerzen führen kann.
Die totale parenterale Ernährung (TPE) besteht in der Zufuhr von
- Wasser
- Elektrolyten
- Kohlenhydraten (meist in Form von Glucose)
- Aminosäuren
- Fetten
- Vitaminen und Spurenelementen

Die Menge der zugeführten parenteralen Ernährung richtet sich nach dem Energiebedarf und dem Krankheitsbild. Zusätzlich zum Grundumsatz von 4 kJ/h und kg Körpergewicht ist bis zu 4 kJ/h und kg Körpergewicht zusätzlicher Energiebedarf durch die Ernährung abzudecken, wenn beispielsweise eine Sepsis oder eine großflächige Verbrennung vorliegt.
Der Nährstoffbedarf des Körpers sollte zu 50 bis 60 Prozent durch Kohlenhydrate (in der Regel durch Glukoselösungen), zu 20 bis 35 Prozent aus Fetten und zu 10 bis 15 Prozent aus Aminosäuren gedeckt werden.
Zur Durchführung der parenteralen Ernährung, etwa auf Intensivstationen, kann nach einem Stufenschema vorgegangen werden:
- Stufe 1: Flüssigkeitszufuhr mit geringer Kaloriengabe (am Tag des Krankheitsereignisses)
- Stufe 2: Peripher-venöse Basisernährung oder halbierte vollständig bilanzierte Ernährung mit zusätzlicher Flüssigkeitszufuhr (am zweiten bis dritten Tag der Behandlung)
- Stufe 3: Bilanzierte vollständige parenterale Ernährung (mit Notwendigkeit eines zentralvenösen Zugangs).

## Alternativen
- halbkalorische Ernährung über die Armvene
- subkutane Flüssigkeitszufuhr

Enterale Ernährung:
- PEG-Sonde (Perkutane endoskopische Gastrostomie)
- Magensonde

## Probleme der parenteralen Ernährung
Hauptproblem ist die Keimbesiedlung des Katheters und eine Gefährdung durch bakterielle Infektionen, so dass eine parenterale Ernährung über mehrere Wochen schwierig ist. Es müssen dann meist erneute Punktionen erfolgen. Um dieses Problem zu umgehen, wird bei Patienten, die parenterale Ernährung über einen längeren Zeitraum benötigen, häufig ein dauerhafter zentralvenöser Zugang, wie zum Beispiel ein Portkatheter, implantiert.